# William Bentvena
William Bentvena, aussi appelé "Billy Batts" ou William Devino (19 janvier 1921 – 11 juin 1970), est un membre de la famille Gambino assassiné par Jimmy Burke et Thomas DeSimone, associés de la Famille Lucchese, en 1970.

## Biographie
Né à Brooklyn, on sait peu de choses sur l'adolescence de Bentvena, excepté qu'il a grandi dans le même quartier que DeSimone et Hill, à East New York. En 1959, il devient associé de la famille Gambino. Il en devient membre, ou "made man" en 1961. Bentvena fut le protégé de Carmine Fatico puis de John Gotti. Steve Parsons et Frank la Spesa ont un temps été soupçonnés d'être impliqués dans son assassinat. En 1964, Bentvena se rendit à Bridgeport dans le Connecticut pour conclure une transaction de drogue pour le compte de Joseph "Joe The Crow" DelVecchio et Oreste "Ernie Boy" Abbamonte. Arrivé à Bridgeport, des policiers sous couverture arrêtèrent Bentvena qui fut inculpé pour détention et trafic de stupéfiants. Bentvena fut condamné à une peine de 6 ans d'emprisonnement puis libéré le 9 juin 1970.

## Assassinat
Le 11 juin 1970, Bentvena fête sa sortie de prison dans un bar appelé "The Suite". Le bar se situe dans le quartier de Jamaica dans le Queens et appartient à Henry Hill. Il y croise Thomas DeSimone, qui avait été cireur des chaussures pour gagner un peu d'argent pendant son enfance. Bentvena, voulant impressionner quelques gangsters d'autres familles mafieuses présents ce soir là, commence à se moquer de DeSimone et à le ridiculiser.
Contrairement à la croyance populaire, relayée par la scène du film Les Affranchis de Martin Scorsese, le motif du meurtre de Bentvena n'aurait pas été l'emportement de DeSimone, qui aurait su contenir sa colère, mais une affaire de prêts à taux usuraires de Bentvena récupérée par Jimmy Burke après son incarcération. Selon Henry Hill, Bentvena se serait plaint auprès de Joe Gallo afin de récupérer son affaire de prêts à taux d'usure. Refusant de lui restituer une affaire lucrative, Jimmy Burke profite de l'ivresse de "Billy Batts" et le frappe avec l'aide de DeSimone jusqu'à le laisser pour mort.
Bentvena est chargé dans le coffre de la Pontiac LeMans d'Henry Hill puis est transporté sur Van Wyck Expressway dans le Queens. Les trois hommes entendent alors des percussions provenant du coffre et s’aperçoivent que Bentvena est toujours vivant. Ils s'arrêtent chez la mère de Thomas DeSimone afin de récupérer un couteau. Celle-ci leur prépare un café et un petit déjeuner alors que Bentvena est toujours grièvement blessé dans le coffre.
Arrivés dans une zone isolée du Connecticut, Burke, DeSimone et Hill s'arrêtent, ouvrent le coffre et achèvent Bentvena. Selon Henry Hill, il est tué d'une trentaine de coups de couteau assénés par Burke et DeSimone. Son corps est ensuite enterré sous un chenil.
Six mois plus tard, la propriété du Connecticut, appartenant à un ami de Burke, est vendue comme terrain constructible. Burke décide d'exhumer le corps en décomposition de Bentvena afin de le déplacer. Selon Henry Hill, dans le livre "Wiseguy", le corps aurait été broyé dans le compacteur d'une déchetterie du New Jersey.

## Culture populaire
Ces scènes, relativement fidèles à la réalité, sont relatées dans le film Les Affranchis de Martin Scorsese avec Joe Pesci (Thomas DeSimone), Robert De Niro (Jimmy Burke), Ray Liotta (Henry Hill) et Frank Vincent ("Billy Batts").